# Express (песня Кристины Агилеры)
«Express» — композиция в исполнении американской певицы и актрисы Кристины Агилеры, для фильма «Бурлеск» и выпущенная позже первым синглом со сборника «Burlesque: Original Motion Picture Soundtrack». Её первой ротацией на радио стало воспроизведение её на шоу Райана Сикреста 3 ноября 2010 года. Песня получила похвальные отзывы у критиков и заняла 32 место в японском чарте и 2 в американском чарте Bubbling Under Hot 100.

## Предпосылки
После выхода четвёртого студийного альбома Кристины Агилеры "Bionic" было подтверждено, что певица, совместно с  Трики Стюарт (Tricky Stewart), начала работу над саундтреками к своему дебютному фильму "Бурлеск". Вместе Агилера и Стюарт записали две полноценные песни для альбома - "Show Me How You Burlesque" и "Express", а также вели работу над другими песнями с альбома. Трек дебютировал на Ryan Seacrest's KIIS FM Radio Show 3 ноября 2010 года

## Оценка Критиков
Песня получила положительные отзывы от критиков. Журнал Slant дал обзор песни, в которой похвалил переход Агилеры от "бионической леди мармелад" к девушке из Бурлеска. Онлайн портал Movie-Moron написал в своей рецензии: "Express, сингл из Бурлеска, самая современная вещь здесь" и добавил, что по мощности, песня напоминает другой сингл Агилеры "Dirrty"

## Позиции в чартах
В Италии, "Express" дебютировал в чартах на девяносто четвёртой позиции, а пять недель спустя занял пятидесятую строчку. В Японии композиция заняла тридцать четвёртое место в рейтинге  Japan Hot 100 chart. В Великобритании, после выступления Агилеры на шоу X Factor, сингл занял семьдесят пятую позицию, а в  R&B чарте поднялся до двадцать первой строчки.

## Живые Выступления
Агилера исполнила песню на American Music Awards 2010 года. Для выступления были использованный декорации напоминающие клуб "Бурлеск". Агилера сидит на стуле спиной к зрителю, а затем поворачивается лицом и исполняет зажигательный танец, в духе сингла "Dirrty". Агилера, прокомментировав номер, сказала, что он поможет нам посмотреть одним глазком на Бурлеск.
11 декабря 2010 года Агилера выступила с этим же номером на британском шоу X Factor, после показа которого в редакцию пришло несколько тысяч жалоб. Зрителям номер показался слишком откровенным. Позже, своё расследование по данному факту, начала организация Ofcom.

## Чарты
| Чарты (2010)                        | Пиковые позиции |
| ----------------------------------- | --------------- |
| Japan (Japan Hot 100)               | 32              |
| UK Singles Chart                    | 75              |
| UK R&B Chart                        | 21              |
| US Billboard Bubbling Under Hot 100 | 2               |